# 라트비아 공화국 선포일

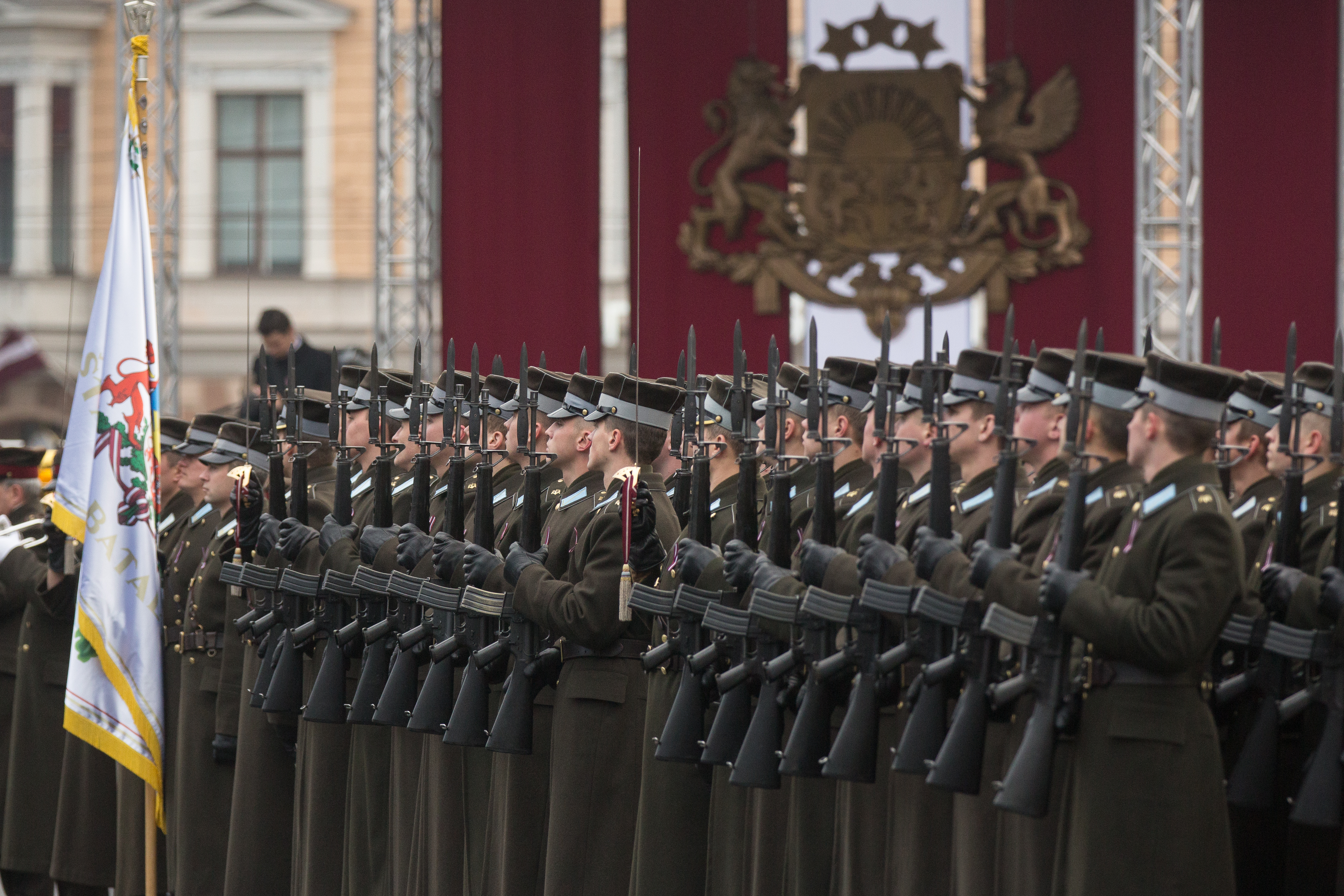

라트비아 공화국 선포일(라트비아어: Latvijas Republikas proklamēšanas diena)은 라트비아의 기념일이다. 매년 11월 18일에 해당하며, 라트비아의 독립을 기념한다.